# Tropaeolum smithii
Tropaeolum smithii (synoniem: Tropaeolum digitatum) is een plant uit de familie Tropaeolaceae. De soort komt van nature voor in Venezuela, Colombia, Ecuador, Peru en Bolivia.